# سید محمدباقر عبادی
سیدمحمدباقر عبادی (زادهٔ ۱۳۴۹ بیرجند) نمایندهٔ دورهٔ نهم و دهم مجلس شورای اسلامی از حوزهٔ انتخابیهٔ بیرجند و درمیان در استان خراسان جنوبی بوده‌است وی فارغ التحصیل دانشگاه رضوی مشهد میباشد.
وی پس از تصدی کرسی نمایندگی، به عضویت کمیسیون آموزش و تحقیقات درآمد. پس از پایان دوره نهم، عبادی در انتخابات دهمین دوره مجلس شورای اسلامی شرکت کرد و به نمایندگی از مردم «بیرجند، خوسف و درمیان» مجدداً راهی خانه ملت شد. او در این دو دوره، از جمله نامزدهای مورد حمایت جبهه متحد اصولگرایان بود. عبادی در آذر ۱۳۹۸ با انتشار بیانیه‌ای انصراف خود از شرکت در انتخابات دور یازدهم مجلس شورای اسلامی را اعلام کرد.

## مجلس نهم شورای اسلامی
عبادی، برای نخستین بار در سال ۱۳۹۰ در انتخابات مجلس نهم که در ۱۲ اسفند ماه همان سال برگزار شد، شرکت کرد و موفق شد با کسب ۶۵۳۴۲ رای از سوی مردم «بیرجند»، «خوسف» و «درمیان» راهی خانه ملت شود. وی پس از ورود به مجلس به عضویت کمیسیون آموزش و تحقیقات درآمد. از جمله طرح‌ها و لوایح امضا شده توسط وی می‌توان به طرح الزام دولت به حفظ دستاوردها و حقوق هسته ای ملت ایران، طرح استانی شدن حوزه‌های انتخابیه انتخابات مجلس شورای اسلامی اشاره کرد.

## مجلس دهم شورای اسلامی
انتخابات دهمین دوره مجلس شورای اسلامی در ۷ اسفند ماه سال ۱۳۹۴ برگزار شد و سید محمدباقر عبادی در این دوره از انتخابات، توانست با کسب ۵۹۳۶۱ رای از مجموع ۱۷۲۵۴۳ آراء ماخوذه در همان مرحله اول، به عنوان نماینده مردم شهرستان‌های «بیرجند، خوسف و درمیان» از توابع استان «خراسان جنوبی» در خانه ملت حضور یابد. وی در این دوره به عنوان کاندیدای مورد حمایت جبهه ائتلاف اصولگرایان وارد عرصه انتخابات شد.